# Broodtrommel
Een broodtrommel is een trommel waarin thuis brood bewaard wordt. Deze staat vaak in de keuken of kelder, er passen meerdere broden in. Aanvankelijk werden ze van hout of geëmailleerd plaatstaal gemaakt, later van blik of kunststof.
In Nederland wordt de benaming broodtrommel ook gebruikt voor een brooddoos, gebruikt om de lunch mee te nemen.

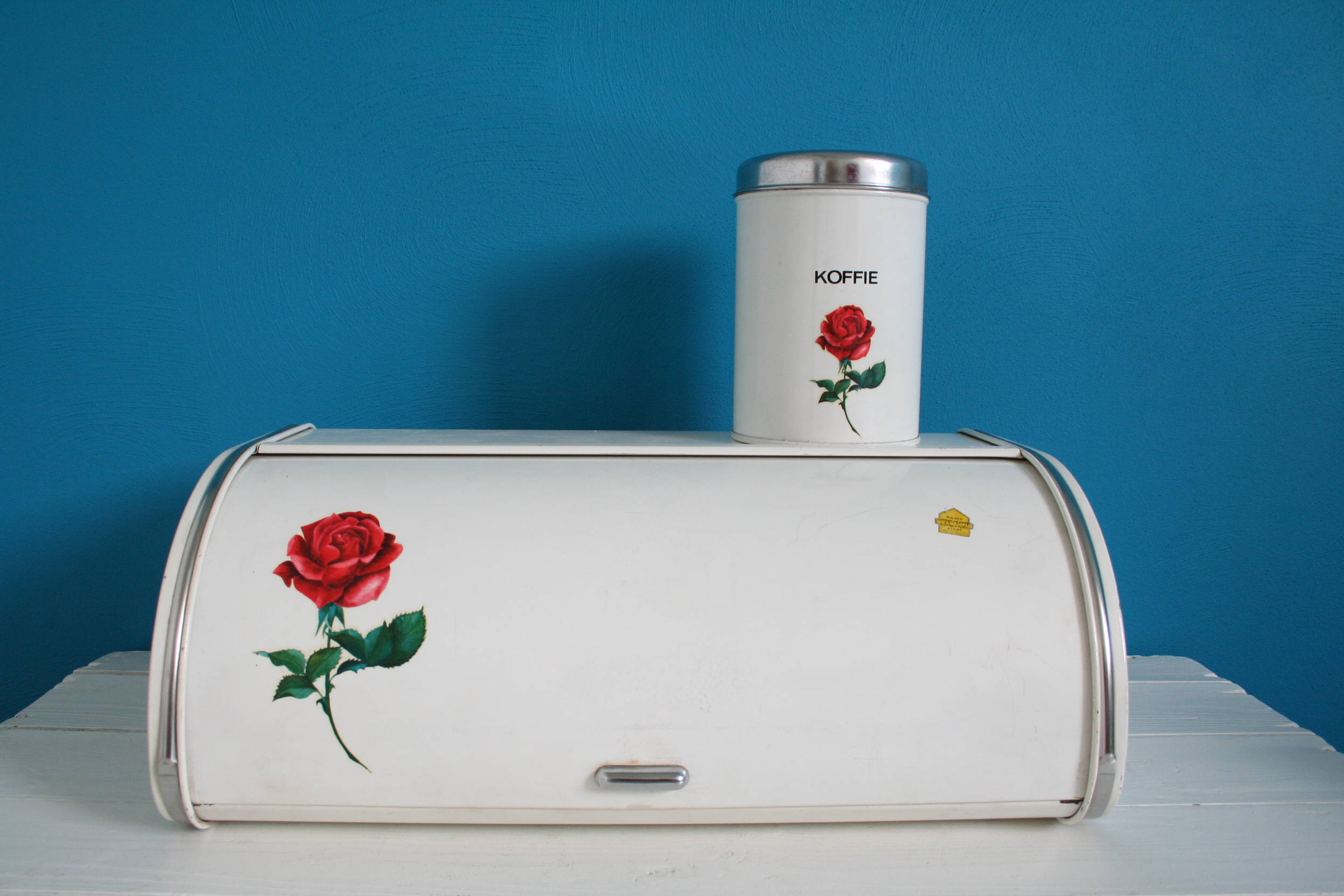
Broodtrommel met schuifdeksel
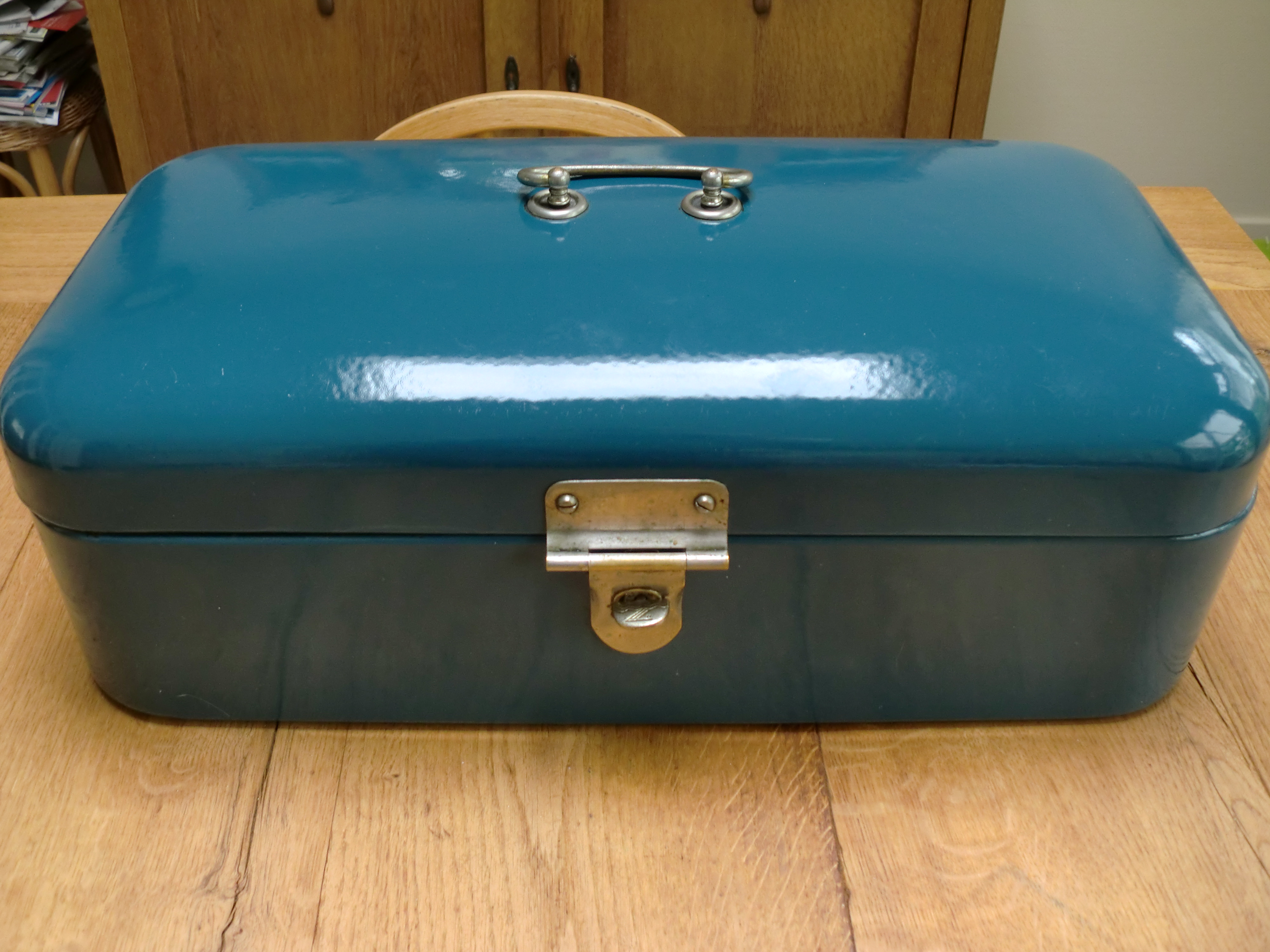
Geëmailleerde metalen broodtrommel uit de jaren 1930
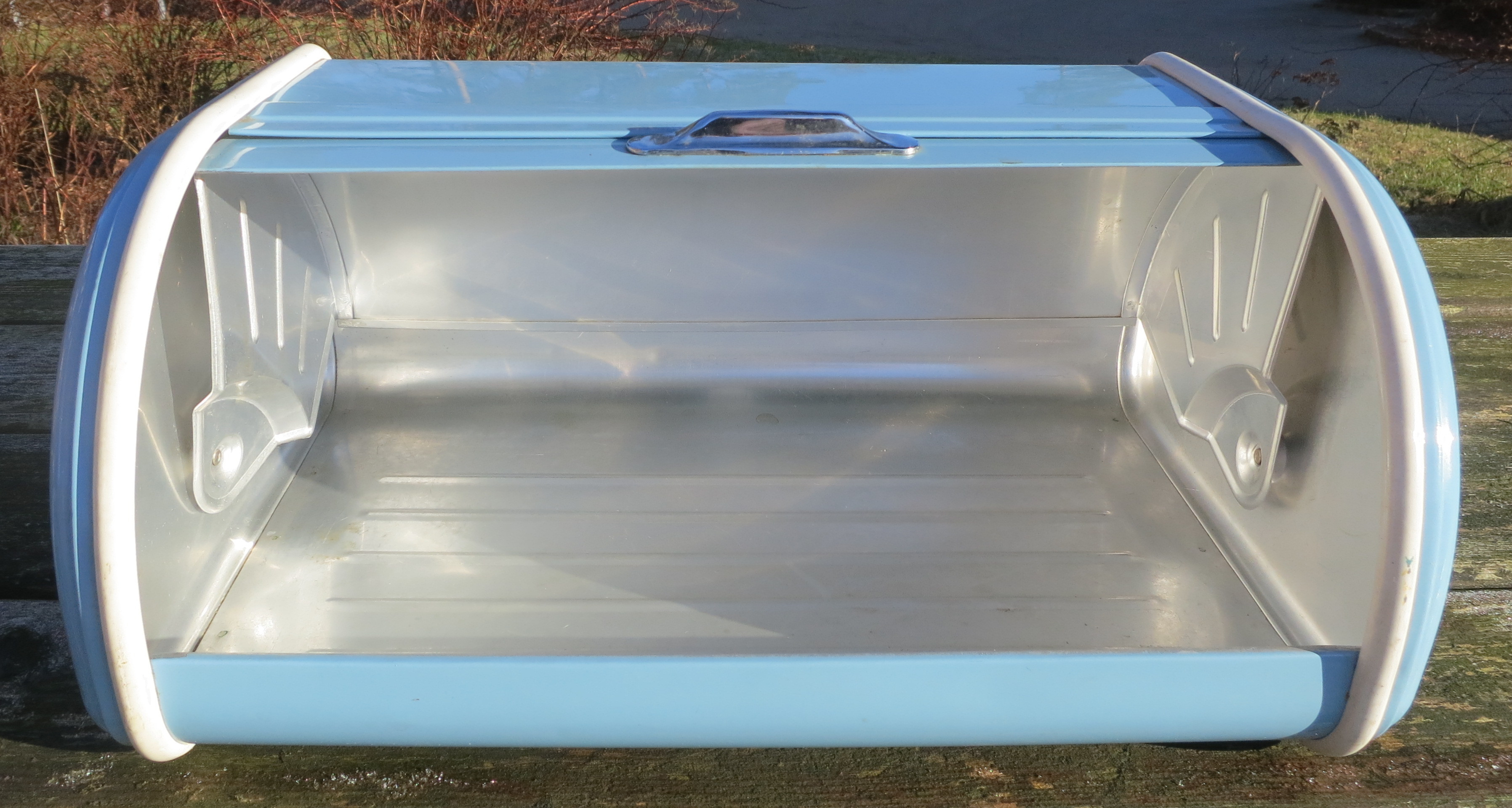
Zweedse aluminium broodtrommel uit de jaren 1960